# Eretmapodites caillardi
Eretmapodites caillardi är en tvåvingeart som beskrevs av Rickenbach och Franco Ferrara 1967. Eretmapodites caillardi ingår i släktet Eretmapodites och familjen stickmyggor. Inga underarter finns listade i Catalogue of Life.